# Acrochordon
 Der er for få eller ingen kildehenvisninger i denne artikel, hvilket er et problem. Du kan hjælpe ved at angive troværdige kilder til de påstande, som fremføres i artiklen.

En acrochordon (også kendt som skin tag, stilkevorte, pedunculated papilloma eller fibroepithelial polyp) er en lille godartet svulst som primært opstår i områder hvor huden danner folder, så som nakken, armhuler og lyske. De kan også opstå i ansigtet, oftest på øjenlågene. De varierer typisk fra et riskorn helt op til en golfbold i størrelse.
Overfladen af acrochorda kan være glat eller irregulær af udseende. De stikker typisk ud fra huden på en stilk kaldet en penduncle. Mikroskopisk set består en acrochordon af en fibrovaskulær kerne, sommetider også med fedtceller, dækket af epidermis (det yderste hudlag). Da acrochorda indeholder visse nerveceller kan de ikke fjernes smertefrit uden lokalbedøvelse.
Skin tags er harmløse selvom de somme tider kan blive generet af tøj eller smykker, de kan også være til gene under barbering af fx armhuler. Det er ikke videnskabeligt bevist hvorfor eller hvordan skin tags bliver til, men de er blevet sat i forbindelse med alderdom og fedme. Nogle påstår at individer med højt stress niveau er tilbøjelige til at få skin tags end andre, dette er dog ikke videnskabeligt bevist. Skin tags er opstår hyppigere på folk med diabetes og gravide. Det menes at omkring halvdelen af jordens befolkning har en eller flere skin tags.

## Behandling
Skin tags kan fjernes med en skalpel, fryses eller brændes af, alt efter størrelsen. Det er en mindre operation som typisk kan foretages af en almen praktiserende læge.